# Márton Patkós
Márton Patkós (Szombathely, 4 de octubre de 1991) es un actor húngaro.

## Biografía
Nacido en 1991, asistió al Instituto Lajos Nagy de Szombathely. En 2016 se graduó  de la Universidad de Artes Teatrales y Cinematográficas. Es miembro del Teatro Örkény, lugar donde realizó sus prácticas universitarias.

## Treyectoria

### Televisión
| Año  | Título        | Cadena  | Rol         | Notas          |
| ---- | ------------- | ------- | ----------- | -------------- |
| 2022 | El Informante | HBO Max | Zsolt Száva | Coprotagonista |

### Cine
| Año  | Título                   | Rol            | Director        |
| ---- | ------------------------ | -------------- | --------------- |
| 2017 | Kincsem                  | Mozo de cuadra | Gábor Herendi   |
| 2017 | En cuerpo y alma         |                | Ildikó Enyedi   |
| 2018 | Atardecer                | Conductor      | László Nemes    |
| 2021 | Things Worth Weeping For | Marci          | Cristina Grosan |
| 2021 | Veszélyes lehet a fagyi  | Ákos           | Fanni Szilágyi  |

### Teatro
- Bajo la piel del castor - Doctor Fleischer (Ódry Színpad, 2014)
- Szilárd Borbély: The Dispossessed (Ódry Színpad, 2014)
- János Térey: NIBELUNG beszéd - Hagen (Escenario Ódry, 2014)
- Adieu Paure Carneval (Ódry Színpad, 2015)
- Shakespeare: Atenas Timon - Timon (Ódry Színpad, 2015)
- Shakespeare: Macbeth (Ódry Színpad, 2015)
- Utolsó estém a földön - X (Ódry Színpad, 2016).
- Shakespeare: III. Richard - Catesby (Gyulai Várszínház, 2016)
- E föld befogad avagy SZÁMODRA HELY  - Péter Hamvaskürthy
- A Pál utcai fiúk - János Boka
- Hamlet - Laertes
- Tartufo - Valér
- Apátlanok - Simón
- Muerte de un viajante - Bernard
- A Bernhardi-ügy - Dr. Adler

## Premios y honores
- Premio Prima Junior (2017)[9]